# Country-Musik 1993
Die Seite Country-Musik 1993 behandelt das Jahr 1993 aus Sicht der Country-Musik.

## Ereignisse
- 28. Dezember: Shania Twain, 1993 noch eine Newcomerin ohne größeren Erfolg, heiratet den Musikproduzenten Robert Lange. Das Paar trennte sich 2008.[1]

## Top Hits des Jahres

### Jahres-End-Charts
Dies ist die Top 10 der Year-End-Charts, die vom Billboard-Magazin erhoben wurde.
1. Chattahoochee – Alan Jackson
2. What's It to You – Clay Walker
3. Can’t Break It to My Heart – Tracy Lawrence
4. Thank God for You – Sawyer Brown
5. One More Last Chance – Vince Gill
6. Easy Come, Easy Go – George Strait
7. I Love the Way You Love Me – John Michael Montgomery
8. Why Didn’t I Think of That – Doug Stone
9. When the Thought of You Catches Up With Me – David Ball
10. Till You Love Me – Reba McEntire

### Nummer-1-Hits
- 16. Januar – Somewhere Other Than the Night – Garth Brooks
- 23. Januar – Look Heart, No Hands – Randy Travis
- 6. Februar – Too Busy Being in Love – Doug Stone
- 13. Februar – Can I Trust You With My Heart – Travis Tritt
- 27. Februar – What Part of No – Lorrie Morgan
- 20. März – Heartland – George Strait
- 27. März – When My Ship Comes In – Clint Black
- 10. April – The Heart Won't Lie – Reba McEntire und Vince Gill
- 24. April – She Don't Know She's Beautiful – Sammy Kershaw
- 1. Mai – Alibis – Tracy Lawrence
- 15. Mai – I Love the Way You Love Me – John Michael Montgomery
- 5. Juni – Should've Been a Cowboy – Toby Keith
- 19. Juni – Blame it On Your Heart – Patty Loveless
- 3. Juli – That Summer – Garth Brooks
- 10. Juli – Money in the Bank – John Anderson
- 17. Juli – Chattahoochee – Alan Jackson
- 14. August – It Sure is Monday – Mark Chesnutt
- 21. August – Why Didn't I Think of That – Doug Stone
- 28. August – Can't Break it to My Heart – Tracy Lawrence
- 4. September – Thank God For You – Sawyer Brown
- 18. September – Ain't Going Down ('Til the Sun Comes Up) – Garth Brooks
- 25. September – Holdin' Heaven – Tracy Byrd
- 2. Oktober – Ain't Going Down ('Til the Sun Comes Up) – Garth Brooks
- 9. Oktober – One More Last Chance – Vince Gill
- 15. Oktober – What's it to You – Clay Walker
- 22. Oktober – Easy Come, Easy Go – George Strait
- 6. November – Does He Love You – Reba McEntire und Linda Davis
- 13. November – She Used to Be Mine – Brooks & Dunn
- 20. November – Almost Goodbye – Mark Chesnutt
- 27. November – Reckless – Alabama
- 4. Dezember – American Honky-Tonk Bar Association – Garth Brooks
- 11. Dezember – My Second Home – Tracy Lawrence
- 18. Dezember – I Don’t Call Him Daddy – Doug Supernaw

### Weitere Hits
Die Auswahl beschränkt sich auf Songs, die in den Country-Billboard-Charts in die Top 20 gekommen sind.
| US | Single                                          | Artist                              |
| -- | ----------------------------------------------- | ----------------------------------- |
| 2  | Ain't That Lonely Yet                           | Dwight Yoakam                       |
| 3  | All These Years                                 | Sawyer Brown                        |
| 5  | Alright Already                                 | Larry Stewart                       |
| 10 | Anywhere but Here                               | Sammy Kershaw                       |
| 2  | A Bad Goodbye                                   | Clint Black with Wynonna            |
| 19 | Boom! It Was Over                               | Robert Ellis Orrall                 |
| 6  | Born to Love You                                | Mark Collie                         |
| 16 | The Bug                                         | Mary Chapin Carpenter               |
| 18 | Cadillac Ranch                                  | Chris LeDoux                        |
| 11 | Cleopatra, Queen of Denial                      | Pam Tillis                          |
| 12 | A Cowboy's Born with a Broken Heart             | Boy Howdy                           |
| 16 | Do You Know Where Your Man Is                   | Pam Tillis                          |
| 19 | Down on My Knees                                | Trisha Yearwood                     |
| 2  | Drive South                                     | Suzy Bogguss                        |
| 20 | Easier Said Than Done                           | Radney Foster                       |
| 3  | Every Little Thing                              | Carlene Carter                      |
| 4  | God Blessed Texas                               | Little Texas                        |
| 8  | Half Enough                                     | Lorrie Morgan                       |
| 11 | The Hard Way                                    | Mary Chapin Carpenter               |
| 4  | Hard Workin' Man                                | Brooks & Dunn                       |
| 9  | Haunted Heart                                   | Sammy Kershaw                       |
| 5  | He Ain't Worth Missing                          | Toby Keith                          |
| 2  | Hearts Are Gonna Roll                           | Hal Ketchum                         |
| 20 | High Rollin‘                                    | Gibson/Miller Band                  |
| 3  | Hometown Honeymoon                              | Alabama                             |
| 5  | Honky Tonk Attitude                             | Joe Diffie                          |
| 17 | Hurry Sundown                                   | McBride & the Ride                  |
| 13 | I Fell in the Water                             | John Anderson                       |
| 14 | I Guess You Had to Be There                     | Lorrie Morgan                       |
| 7  | I Want You Bad (And That Ain't Good)            | Collin Raye                         |
| 16 | I'd Rather Miss You                             | Little Texas                        |
| 8  | If I Didn't Love You                            | Steve Wariner                       |
| 2  | In a Week or Two                                | Diamond Rio                         |
| 3  | In the Heart of a Woman                         | Billy Ray Cyrus                     |
| 2  | It's a Little Too Late                          | Tanya Tucker                        |
| 5  | It's Your Call                                  | Reba McEntire                       |
| 15 | Janie Baker's Love Slave                        | Shenandoah                          |
| 5  | Just Like the Weather                           | Suzy Bogguss                        |
| 5  | Just One Night                                  | McBride & the Ride                  |
| 2  | Learning to Live Again                          | Garth Brooks                        |
| 15 | Leavin's Been a Long Time Comin‘                | Shenandoah                          |
| 6  | Let Go                                          | Brother Phelps                      |
| 7  | Let Go of the Stone                             | John Anderson                       |
| 4  | Let That Pony Run                               | Pam Tillis                          |
| 4  | Life's a Dance                                  | John Michael Montgomery             |
| 11 | Looking Out for Number One                      | Travis Tritt                        |
| 3  | Love on the Loose, Heart on the Run             | McBride & the Ride                  |
| 8  | Love Without Mercy                              | Lee Roy Parnell                     |
| 6  | Made for Lovin' You                             | Doug Stone                          |
| 8  | Mama Knows the Highway                          | Hal Ketchum                         |
| 13 | Mending Fences                                  | Restless Heart                      |
| 2  | Mercury Blues                                   | Alan Jackson                        |
| 2  | My Baby Loves Me                                | Martina McBride                     |
| 7  | My Blue Angel                                   | Aaron Tippin                        |
| 4  | My Strongest Weakness                           | Wynonna                             |
| 3  | No Future in the Past                           | Vince Gill                          |
| 3  | No Time to Kill                                 | Clint Black                         |
| 2  | Nobody Wins                                     | Radney Foster                       |
| 20 | Nothin' but the Wheel                           | Patty Loveless                      |
| 5  | Oh Me, Oh My, Sweet Baby                        | Diamond Rio                         |
| 4  | Ol' Country                                     | Mark Chesnutt                       |
| 6  | On the Road                                     | Lee Roy Parnell                     |
| 3  | Once Upon a Lifetime                            | Alabama                             |
| 3  | Only Love                                       | Wynonna                             |
| 4  | Passionate Kisses                               | Mary Chapin Carpenter               |
| 3  | Prop Me Up Beside the Jukebox (If I Die)        | Joe Diffie                          |
| 2  | Queen of Memphis                                | Confederate Railroad                |
| 7  | Queen of My Double-Wide Trailer                 | Sammy Kershaw                       |
| 4  | Reno                                            | Doug Supernaw                       |
| 6  | She’s Not Cryin' Anymore                        | Billy Ray Cyrus                     |
| 5  | Somebody Else’s Moon                            | Collin Raye                         |
| 9  | Somebody New                                    | Billy Ray Cyrus                     |
| 8  | Somebody Paints the Wall                        | Tracy Lawrence                      |
| 2  | The Song Remembers When                         | Trisha Yearwood                     |
| 2  | Soon                                            | Tanya Tucker                        |
| 19 | Standing Knee Deep in a River (Dying of Thirst) | Kathy Mattea                        |
| 3  | Sure Love                                       | Hal Ketchum                         |
| 5  | Take It Back                                    | Reba McEntire                       |
| 4  | Tell Me About It                                | Tanya Tucker with Delbert McClinton |
| 3  | Tell Me Why                                     | Wynonna                             |
| 2  | Tender Moment                                   | Lee Roy Parnell                     |
| 4  | That Was a River                                | Collin Raye                         |
| 13 | This Romeo Ain't Got Julie Yet                  | Diamond Rio                         |
| 2  | A Thousand Miles from Nowhere                   | Dwight Yoakam                       |
| 4  | Tonight I Climbed the Wall                      | Alan Jackson                        |
| 10 | Trashy Women                                    | Confederate Railroad                |
| 13 | T-R-O-U-B-L-E                                   | Travis Tritt                        |
| 5  | Trouble on the Line                             | Sawyer Brown                        |
| 6  | Tryin’ to Hide a Fire in the Dark               | Billy Dean                          |
| 2  | Walkaway Joe                                    | Trisha Yearwood                     |
| 11 | We Got the Love                                 | Restless Heart                      |
| 2  | We'll Burn That Bridge                          | Brooks & Dunn                       |
| 2  | What Might Have Been                            | Little Texas                        |
| 17 | What Were You Thinkin’                          | Little Texas                        |
| 6  | When Did You Stop Loving Me                     | George Strait                       |
| 14 | When You Leave That Way You Can Never Go Back   | Confederate Railroad                |
| 5  | Wild Man                                        | Ricky Van Shelton                   |
| 7  | Workin' Man's Ph.D                              | Aaron Tippin                        |
| 12 | You Say You Will                                | Trisha Yearwood                     |

### Deutschsprachige Singleveröffentlichungen
- Flieg junger Adler von Tom Astor
- Großstadtrevier von Truck Stop
- Howdy Howdy von Truck Stop
- Junger Adler von Tom Astor (Platz 91 der deutschen Charts)[4]
- Männer mit Hut von Truck Stop (Platz 86 der deutschen Charts)[5]
- Seit Freitag bin ich auf dem Weg nach Haus von John Brack
- Roy (Du bist nicht allein) von Gunter Gabriel

## Alben

### Jahres-End-Charts
Dies ist die Top 10 der Year-End-Charts, die vom Billboard-Magazin erhoben wurde.
1. Some Gave All – Tim McGraw
2. The Chase – Garth Brooks
3. Pure Country (Soundtrack) – George Strait
4. In Pieces – Garth Brooks
5. It’s Your Call – Reba McEntire
6. A Lot About Livin’ (And a Little ’Bout Love) – Alan Jackson
7. I Still Believe in You – Vince Gill
8. No Fences – Garth Brooks

### Nummer-1-Alben
- 1. Januar – The Chase – Garth Brooks
- 30. Januar – Some Gave All – Billy Ray Cyrus
- 6. Februar – Too Busy Being in Love – Doug Stone
- 22. Mai – It’s Your Call – Reba McEntire
- 29. Mai – Tell Me Why – Wynonna
- 3. Juli – Pure Country – George Strait
- 10. Juli – It Won’t Be the Last – Billy Ray Cyrus
- 14. August – A Lot About Livin’ (And a Little ’Bout Love) – Alan Jackson
- 21. August – Why Didn't I Think of That – Doug Stone
- 18. September – In Pieces – Garth Brooks
- 6. November – Common Thread: The Songs of the Eagles – Various Artists

### Weitere Alben
Die Auswahl beschränkt sich auf Alben, die in den Country-Billboard-Charts in die Top 20 gekommen sind.
| US | Album                       | Artist                                     | Record Label     |
| -- | --------------------------- | ------------------------------------------ | ---------------- |
| 15 | Across the Borderline       | Willie Nelson                              | Columbia         |
| 5  | Alibis                      | Tracy Lawrence                             | Atlantic         |
| 6  | Almost Goodbye              | Mark Chesnutt                              | MCA Nashville    |
| 6  | Big Time                    | Little Texas                               | Warner Bros.     |
| 17 | A Bridge I Didn't Burn      | Ricky Van Shelton                          | Columbia         |
| 6  | Call of the Wild            | Aaron Tippin                               | RCA Nashville    |
| 16 | Cheap Seats                 | Alabama                                    | RCA Nashville    |
| 8  | Clay Walker                 | Clay Walker                                | Giant            |
| 2  | Easy Come, Easy Go          | George Strait                              | MCA Nashville    |
| 14 | Fire in the Dark            | Billy Dean                                 | Liberty          |
| 15 | Greatest Hits 1990–1992     | Tanya Tucker                               | Liberty          |
| 2  | Hard Workin' Man            | Brooks & Dunn                              | Arista Nashville |
| 11 | Haunted Heart               | Sammy Kershaw                              | Mercury/PolyGram |
| 6  | Honky Tonk Angels           | Dolly Parton, Loretta Lynn & Tammy Wynette | Columbia         |
| 10 | Honky Tonk Attitude         | Joe Diffie                                 | Epic             |
| 7  | Honky Tonk Christmas        | Alan Jackson                               | Arista Nashville |
| 13 | John Berry                  | John Berry                                 | Liberty          |
| 3  | Let There Be Peace on Earth | Vince Gill                                 | MCA Nashville    |
| 20 | More Love                   | Doug Stone                                 | Epic             |
| 2  | No Time to Kill             | Clint Black                                | RCA Nashville    |
| 9  | Only What I Feel            | Patty Loveless                             | Epic             |
| 13 | Outskirts of Town           | Sawyer Brown                               | Curb             |
| 4  | Slow Dancing with the Moon  | Dolly Parton                               | Columbia         |
| 12 | Solid Ground                | John Anderson                              | BNA              |
| 6  | The Song Remembers When     | Trisha Yearwood                            | MCA Nashville    |
| 18 | Soon                        | Tanya Tucker                               | Liberty          |
| 7  | Take Me as I Am             | Faith Hill                                 | Warner Bros.     |
| 4  | This Time                   | Dwight Yoakam                              | Reprise          |
| 17 | Toby Keith                  | Toby Keith                                 | Mercury/PolyGram |
| 14 | The Way That I Am           | Martina McBride                            | RCA Nashville    |
| 3  | You Might Be a Redneck If…  | Jeff Foxworthy                             | Warner Bros.     |

### Deutschsprachige Albenveröffentlichungen
- 1000 Meilen Staub – 20 Jahre Truck Stop von Truck Stop
- Flieg, junger Adler – Tom Astor (Platz 37 der deutschen Charts, Goldene Schallplatte)[4][7]
- Frischer Wind – Lone Star[8]
- Komm unter meiner Decke – Best of von Gunter Gabriel
- Sturm und Drang – Tom Astor

## Geboren
- 14. Januar: Molly Tuttle
- 24. März: Mo Pitney
- 13. Mai: William Michael Morgan
- 13. Mai: Morgan Wallen
- 12. September: Kelsea Ballerini
- 9. Oktober: Scotty McCreery
- 21. Oktober: Kane Brown

## Gestorben
- 5. Juni – Conway Twitty (59)
- 30. November – David Houston (54)

## Neue Mitglieder der Hall of Fames

### International Bluegrass Music Hall of Fame
- Mac Wiseman
- Jim & Jesse
  - Jim McReynolds
  - Jesse McReynolds

### Country Music Hall of Fame
- Willie Nelson

### Canadian Country Music Hall of Fame
- Ward Allen
- Stu Phillips
- Bob Nolan
- Stu Davis
- Ted Daigle
- Frank Jones

### Nashville Songwriters Hall of Fame
- Don Schlitz
- Conway Twitty

## Bedeutende Auszeichnungen

### Grammys
- Best Female Country Vocal Performance – Mary Chapin Carpenter – I Feel Lucky
- Best Male Country Vocal Performance – Vince Gill – I Still Believe In You
- Best Country Performance By A Duo Or Group – Emmylou Harris & Nash Ramblers
- Best Country Collaboration With Vocals – Marty Stuart & Travis Tritt – The Whiskey Ain't Workin
- Best Country Instrumental Performance – Chet Atkins & Jerry Reed – Sneakin' Around
- Best Bluegrass Album  – Alison Krauss & Union Station – Every Time You Say Goodbye
- Best Country Song – John Jarvis & Vince Gill – I Still Believe In You[9]

### Juno Awards
- Country Male Vocalist of the Year – Charlie Major
- Country Female Vocalist of the Year – Cassandra Vasik
- Country Group or Duo of the Year – The Rankin Family

### Academy of Country Music Awards
- Entertainer Of The Year – Garth Brooks
- Song Of The Year – I Still Believe In You – Vince Gill – Vince Gill, John Barlow Jarvis
- Single Of The Year – Boot Scootin' Boogie – Brooks & Dunn
- Album Of The Year – Brand New Man – Brooks & Dunn
- Top Male Vocalist – Vince Gill
- Top Female Vocalist – Mary Chapin Carpenter
- Top Vocal Duo – Brooks & Dunn
- Top Vocal Group – Diamond Rio
- Top New Male Vocalist – Tracy Lawrence
- Top New Female Vocalist – Michelle Wright
- Top New Vocal Duo Or Group – Confederate Railroad
- Video Of The Year – Two Sparrows In A Hurricane – Tanya Tucker

### Country Music Association Awards
- Entertainer of the Year – Vince Gill
- Song Of The Year – I Still Believe In You – Vince Gill / J.Jarvis
- Single Of The Year – Chattahoochee – Alan Jackson
- Album Of The Year – I Still Believe In You – Vince Gill
- Male Vocalist Of The Year – Vince Gill
- Female Vocalist Of The Year – Mary Chapin Carpenter
- Vocal Duo Of The Year – Brooks & Dunn
- Vocal Group Of The Year – Diamond Rio
- Musician Of The Year – Mark O’Connor
- Horizon Award – Mark Chesnutt
- Vocal Event Of The Year – verschiedene Interpreten mit I Don’t Need Your Rockin’ Chair
- Music Video Of The Year – Chattahoochee – Alan Jackson

### ARIA Awards
- Best Country Album – The Outback Club (Lee Kernaghan)

### American Music Awards
- Favorite Country Male Artist – Garth Brooks
- Favorite Country Female Artist – Reba McEntire
- Favorite Country Band/Duo/Group – Alabama
- Favorite Country Album – For My Broken Heart – Reba McEntire
- Favorite Country Song – Achy Breaky Heart – Billy Ray Cyrus
- Favorite Country New Artist – Trisha Yearwood